# Каспар Коммелін
Каспар Коммелін (нід. Caspar Commelin або нід. Caspar Commelijn, 14 жовтня 1668 — 25 грудня 1731) — нідерландський ботанік та міколог.

## Біографія
Каспар Коммелін народився або був хрещений у Амстердамі 14 жовтня 1668 року. Можливо також, що він народився у 1667 році. Каспар був племінником нідерландського ботаніка Яна Коммеліна.
Каспар Коммелін розпочав вивчати медицину у Лейдені 12 вересня 1692 року та закінчив 27 лютого 1694 року з дисертацією De lumbricis.
Після закінчення навчання він повернувся до Амстердаму. У 1696 році Каспар був призначений на посаду ботаніка у Амстердамський ботанічний сад. Він став наступником свого дядька Яна Коммеліна, який був співзасновником Ботанічного саду Амстердама.
Каспар працював над книгами, які були залишені незавершеними після смерті свого дядька, Яна Коммеліна. За підтримки Рюйша організував видання цих наукових праць. У 1703 році він опублікував роботу з систематики рідкісних екзотичних рослин. У 1706 році він був призначений професором у школі Athenaeum Illustre Амстердама.

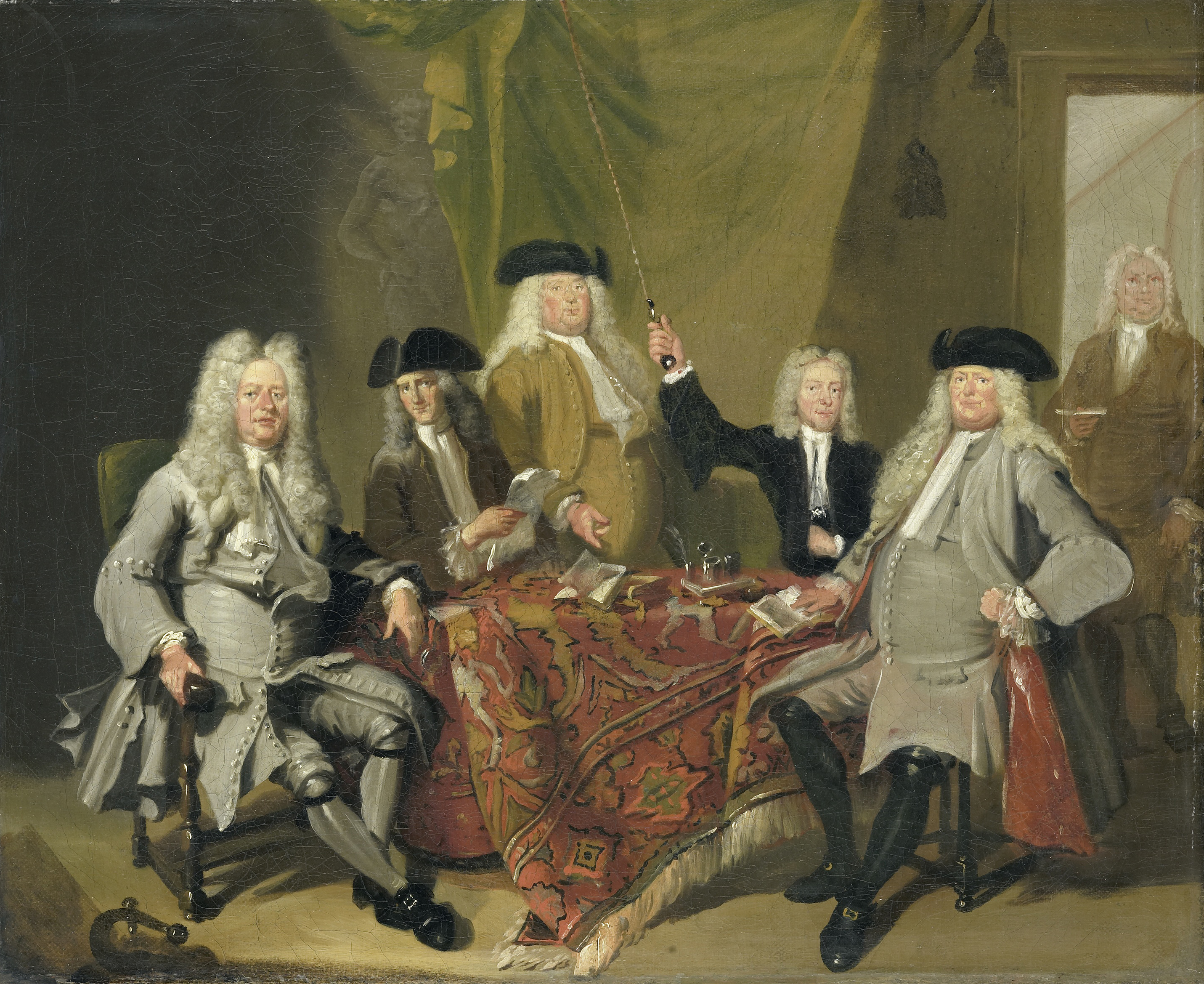
Груповий портрет інспекторів колегії лікарів, Державний музей (Амстердам)

У 1724 році коли Каспар Коммелін був інспектором колегії лікарів (Collegium Medicum), його зобразив на груповому портреті художник Корнеліс Трост. Цю картину можна побачити у Державному музеї Амстердама.
Каспар Коммелін помер або був похований у Амстердамі 25 грудня 1731 року.

## Наукові праці
- Beschryvinge van Amsterdam …; Deel 1/ Kaspar Commelin. — Tweede Druk … met … Figuren. — 1726[12].
- Beschryvinge van Amsterdam …; Deel 2/ Kaspar Commelin. — Tweede Druk … met … Figuren. — 1726[12].
- Beschryvinge van Amsterdam …/ Kaspar Commelin. — Amsterdam, 1726[12].
- Botano-Graphia a nominum barbarismis … restituta, quam Florae-Malabaricae nomine celebrem … alphabetice ordinavit/ Caspar Commelin. — Lugd. Bat., 1718[12].
- Praeludia botanica … His accedunt Plantarum et exoticarum in praeludiis botanicis recensitarum icones et descriptiones/ Caspar Commelin. — (Lugd. Bat.), 1715[12].
- Caspari Commelin horti medici Amstelaedamensis plantae rariores et exoticae ad vivum aeri incisae/ Caspar Commelin. — Lugdini Batavorum: Du Vivie, 1715 [Kupfert.: 1716][12].
- Caspari Commelin M. D. Botanices Professoris, et Academiæ Cæsareæ Naturæ Curiosorum Collegæ Horti medici Amstelaedamensis Plantæ Rariores et Exoticæ Ad vivum æri incisæ/ Caspar Commelin. — Lugduni Batavorum: Haringh, 1706[12].
- Enth. außerdem: Plantarum Rariorum & Exoticarum In Præludiis Botanicis Recensitarum Icones & Descriptiones/ Caspar Commelin. — 1703[12].
- Caspari Commelin M. D. et Horti Medici Amstelœdamensis Botanici Præludia Botanica: Ad Publicas Plantarum exoticarum demonstrationes, Dicta In Horto Medico, Cum demostrationes exoticarum 3 Octobris 1701, et 29 Maji 1702 … His Accedunt Plantarum rariorum & exoticarum, in præludiis Botanicis recensitarum, Icones & Descriptiones/ Caspar Commelin. — Lugduni Batavorum: Haringh, 1703[12].
- Horti Medici Amstelodamensis … ; Pars Altera/ Caspar Commelin. — 1701[12].

## Вшанування
Шарль Плюм'є назвав на його честь рід рослин Commelina.